# Фрідріх Блюмке
Фрідріх Блюмке (нім. Friedrich Blümke; 18 лютого 1898 — 4 вересня 1944) — німецький воєначальник, генерал-майор вермахту. Кавалер Лицарського хреста Залізного хреста.

## Біографія
Під час Першої світової війни 18 листопада 1916 року вступив добровольцем в піхотний полк «Принц Моріц фон Ангальт-Дессау» (5-й Померанський) №42. У вересні 1917 року переведений в мобільний полк на Східному фронті. З квітня 1918 року бився на Західному фронті.
Після війни був ординарцем добровольчого батальйону «фон Гаммерштайн». Незабаром був прийнятий в рейхсвер, служив в 6-му піхотному полку. З жовтня 1925 року — ад'ютант 3-го батальйону. У вересні 1930 року пройшов підготовку в штабі 2-ї дивізії. 1 жовтня 1930 року переведений в 1-й (Прусський) артилерійський полк і призначений у Військове управління Імперського військового міністерства. 1 жовтня 1933 року призначений у Відділ сухопутних військ свого управління, потім очолив роту 27-го піхотного полку. 12 жовтня 1936 року звільнийвся з дійсної служби, проте через рік повернувся і був призначений 1-м офіцером (начальником оперативного відділу) Генштабу 27-ї піхотної дивізії.
В жовтні 1940 року відправлений в командний резерв, пройшов курс офіцера Генштабу. З березня 1941 року — виконувач обов'язків начальника Генштабу 7-го армійського корпусу. З червня 1941 року — начальник Гештабу 14-го, з 1 березня 1942 року — 42-го армійського корпусу. З 1 квітня 1942 року — командир 347-го піхотного (потім — гренадерського) полку 197-ї піхотної дивізії. З 1943 року — командир гренадерського полку 257-ї піхотної дивізії, з 5 липня 1944 року — всієї дивізії. Важко поранений осколком у груди 24 серпня 1944 року біля селища Курені-Ементаль (Cureni-Emental) в Молдові під час атаки радянського літака. Був узятий у полон радянськими військами у вересні 1944 року. Помер в радянському таборі для військовополонених неподалік Одеси.

## Нагороди
- Залізний хрест 2-го та 1-го класу
- Нагрудний знак «За поранення» у чорному
- Почесний хрест ветерана війни з мечами (1934)
- Медаль «За вислугу років у Вермахті» 4-го, 3-го і 2-го класу (18 років)
- Медаль «У пам'ять 1 жовтня 1938 року»
- Застібка до Залізного хреста
  - 2-го класу (17 вересня 1939)
  - 1-го класу (20 жовтня 1939)
- Срібна медаль «За хоробрість» (Словаччина) (16 січня 1942)
- Орден Корони Румунії, офіцерський хрест з мечами (9 лютого 1942)
- Орден Зірки Румунії, командорський хрест з мечами (7 червня 1942)
- Медаль «За зимову кампанію на Сході 1941/42» (6 вересня 1942)
- Кримський щит (24 жовтня 1942)
- Штурмовий піхотний знак в сріблі (15 січня 1943)
- Почесна застібка на орденську стрічку для Сухопутних військ (21 вересня 1943)
- Нагрудний знак «За поранення» в сріблі (15 жовтня 1943)
- Лицарський хрест Залізного хреста (6 листопада 1943)